# Ängekyrkan
Ängekyrkan är en kyrkobyggnad i Härnösands kommun. Den invigdes 1972, var tidigare församlingskyrka i Härnösands domkyrkoförsamling, Härnösands stift. Våren 2012 såldes den till Härnösands missionsförsamling, som sedan dess bedriver sin verksamhet i den.

## Kyrkobyggnaden
Träkyrkan uppfördes 1972 efter ritningar av arkitekt Ilmars Kaulins. Ytterväggarna är klädda med brunmålad, stående träpanel. Taket är klätt med papp. Kyrkorummets väggar och tak är klädda med obehandlad träpanel, bortsett från altarväggen som är av tegel.

## Orgel
Den nuvarande orgeln byggdes 1972 av Gustaf Hagström Orgelverkstad AB, Härnösand och är en mekanisk orgel med slejflåda. Tonomfånget är på 56/27.
| Manual       | Pedal                   | Koppel  |
| Gedackt 8'   | Subbas 16' (1980-talet) | Man/Ped |
| Rörflöjt 4'  |                         |         |
| Principal 2' |                         |         |
| Oktava 1'    |                         |         |

### Fotnoter
1. ↑  ”Ängekyrkan”. Riksantikvarieämbetet. http://www.bebyggelseregistret.raa.se/bbr2/byggnad/visaPlaner.raa;jsessionid=FB45C2FB17E73C6D8460F07321006BCC.lx-ra-bbr?byggnadId=21400000444149&page=planer. Läst 15 februari 2016.